# Cuba op de Olympische Jeugdzomerspelen 2010
Cuba nam deel aan de Olympische Jeugdzomerspelen 2010 in Singapore, de eerste editie van de Olympische Jeugdspelen.

## Medailleoverzicht
| Sport                                                                    | Olympiër                       | Discipline                    | Medaille |
| ------------------------------------------------------------------------ | ------------------------------ | ----------------------------- | -------- |
| Atletiek                                                                 | Norge Sotomayor Lara           | 400 m horden (m)              | Goud     |
| Atletiek                                                                 | Radame Fabar Sanchez           | hink-stap-springen (m)        | Goud     |
| Boksen                                                                   | Robeisy Eloy Ramirez           | bantamgewicht (-54 kg)        | Goud     |
| Boksen                                                                   | Irosvani Duverger              | halfzwaargewicht (-81 kg)     | Goud     |
| Boksen                                                                   | Lenier Eunice Pero             | zwaargewicht (-91 kg)         | Goud     |
| Gymnastiek                                                               | Ernesto Vila Sarria            | vloer (m)                     | Goud     |
| Kanovaren                                                                | Cardenas Sacerio               | C1 sprint (m)                 | Goud     |
| Moderne vijfkamp                                                         | Leydi Laura Moya Lopez         | meisjes                       | Goud     |
| Volleybal                                                                | volleybalteam                  | jongens                       | Goud     |
| Atletiek                                                                 | Lismania Muñoz Barcelay        | speerwerpen (v)               | Zilver   |
| Worstelen                                                                | Yosvanys Pena Flores           | grieks-romeins, tot 42 kg (m) | Zilver   |
| Worstelen                                                                | Abraham de Jesus Conyedo Ruano | vrije stijl, tot 100 kg (m)   | Zilver   |
| Gewichtheffen                                                            | Ediel Marquez Ona              | tot 69 kg (m)                 | Brons    |
| Taekwondo                                                                | Yuleimi Abreu                  | boven 63 kg (v)               | Brons    |
| Als lid van een gemengd landenteam (telt niet mee voor landenklassement) |                                |                               |          |
| Judo                                                                     | Alex Maxell Garcia Mendoza     | gemengd team                  | Goud     |

Afghanistan · Albanië · Algerije · Amerikaanse Maagdeneilanden · Amerikaans-Samoa · Andorra · Angola · Antigua en Barbuda · Argentinië · Armenië · Aruba · Australië · Azerbeidzjan · Bahama's · Bahrein · Bangladesh · Barbados · België · Belize · Benin · Bermuda · Bhutan · Bolivia · Bosnië en Herzegovina · Botswana · Brazilië · Britse Maagdeneilanden · Brunei · Bulgarije · Burkina Faso · Burundi · Cambodja · Canada · Centraal-Afrikaanse Republiek · Chili · China · Chinees Taipei · Colombia · Comoren · Congo-Brazzaville · Congo-Kinshasa · Cookeilanden · Costa Rica · Cuba · Cyprus · Denemarken · Djibouti · Dominica · Dominicaanse Republiek · Duitsland · Ecuador · Egypte · El Salvador · Equatoriaal-Guinea · Eritrea · Estland · Ethiopië · Fiji · Filipijnen · Finland · Frankrijk · Gabon · Gambia · Georgië · Ghana · Grenada · Griekenland · Groot-Brittannië · Guam · Guatemala · Guinee · Guinee‑Bissau · Guyana · Haïti · Honduras · Hongarije · Hongkong · Ierland · IJsland · India · Indonesië · Irak · Iran · Israël · Italië · Ivoorkust · Jamaica · Japan · Jemen · Jordanië · Kaaimaneilanden · Kaapverdië · Kameroen · Kazachstan · Kenia · Kirgizië · Kiribati · Koeweit · Kroatië · Laos · Lesotho · Letland · Libanon · Liberia · Libië · Liechtenstein · Litouwen · Luxemburg · Macedonië · Madagaskar · Malawi · Malediven · Maleisië · Mali · Malta · Marshalleilanden · Marokko · Mauritanië · Mauritius · Mexico · Micronesië · Moldavië · Monaco · Mongolië · Montenegro · Mozambique · Myanmar · Namibië · Nauru · Nederland · Nederlandse Antillen · Nepal · Nicaragua · Nieuw-Zeeland · Niger · Nigeria · Noord-Korea · Noorwegen · Oeganda · Oekraïne · Oezbekistan · Oman · Oostenrijk · Oost‑Timor · Pakistan · Palau · Palestina · Panama · Papoea-Nieuw-Guinea · Paraguay · Peru · Polen · Portugal · Puerto Rico · Qatar · Roemenië · Rusland · Rwanda · Saint Kitts en Nevis · Saint Lucia · Saint Vincent en Grenadines · Salomonseilanden · Samoa · San Marino · Sao Tomé en Principe · Saoedi-Arabië · Senegal · Servië · Seychellen · Sierra Leone · Singapore · Slovenië · Slowakije · Soedan · Somalië · Spanje · Sri Lanka · Suriname · Swaziland · Syrië · Tadzjikistan · Tanzania · Thailand · Togo · Tonga · Trinidad en Tobago · Tsjaad · Tsjechië · Tunesië · Turkije · Turkmenistan · Tuvalu · Uruguay · Vanuatu · Venezuela · Verenigde Arabische Emiraten · Verenigde Staten · Vietnam · Wit-Rusland · Zambia · Zimbabwe · Zuid-Afrika · Zuid-Korea · Zweden · Zwitserland